# Скит, Джарвин
Джарвин Скит (англ. Jarvin Skeete; род. 3 августа 1981, Сент-Люсия) — сент-люсийский футболист, нападающий.

## Биография
Джарвин Скит родился 8 марта 1981 года.
Играл в футбол на позиции нападающего. В 1999—2001 годах играл в США в чемпионате Национальной ассоциации студенческого спорта за команду университета штата Нью-Йорк в Олбани «Олбани Грейт Дэйнс».
В 2003—2006 годах выступал в чемпионате Ямайки за «Арнетт Гарденс». Сезон-2006/07 провёл в чемпионате Американских Виргинских Островов в составе «Нью Вайбс».
В 2009 году играл в Канадской футбольной лиге, где выступают команды национальных диаспор, за «Португал», провёл 12 матчей, забил 1 гол.
В 2004—2006 годах сыграл 7 матчей за сборную Сент-Люсии, забил 2 мяча. Дебютировал в её составе 22 февраля 2004 года в Род-Тауне в матче отборочного турнира чемпионата мира против сборной Британских Виргинских Островов (1:0), выйдя в основном составе и будучи заменённым на 79-й минуте. 28 марта 2004 года в поединке против того же соперника во Вьё-Форе (9:0) забил два мяча.